# زووله

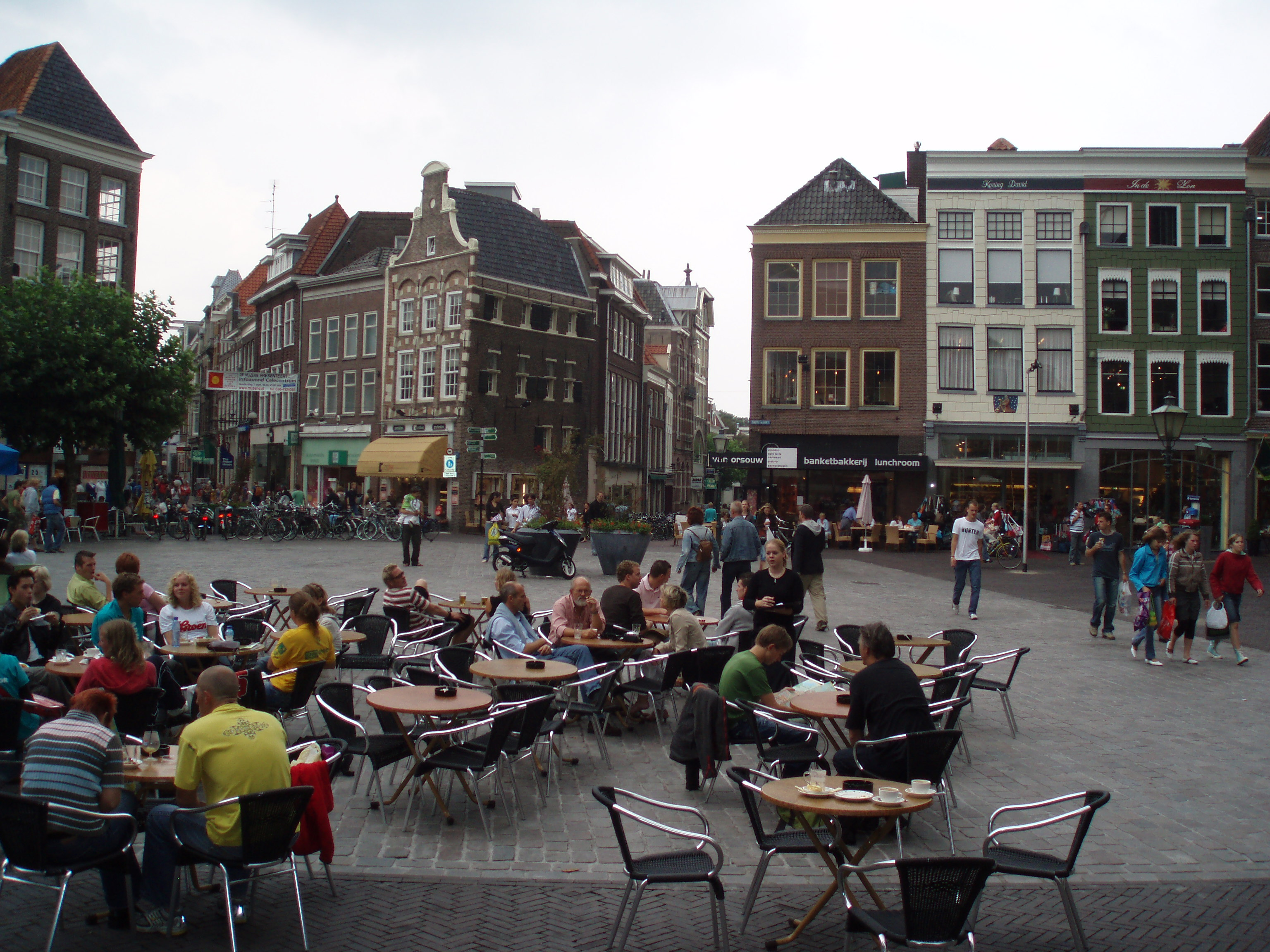
نمایی از بازار بزرگ شهر زووله

شهر زووله (به هلندی: Zwolle) در استان افریسل در کشور هلند واقع شده‌است. جمعیت این شهر ۱۲۳٫۵۰۷ نفر  است.

## نگارخانه

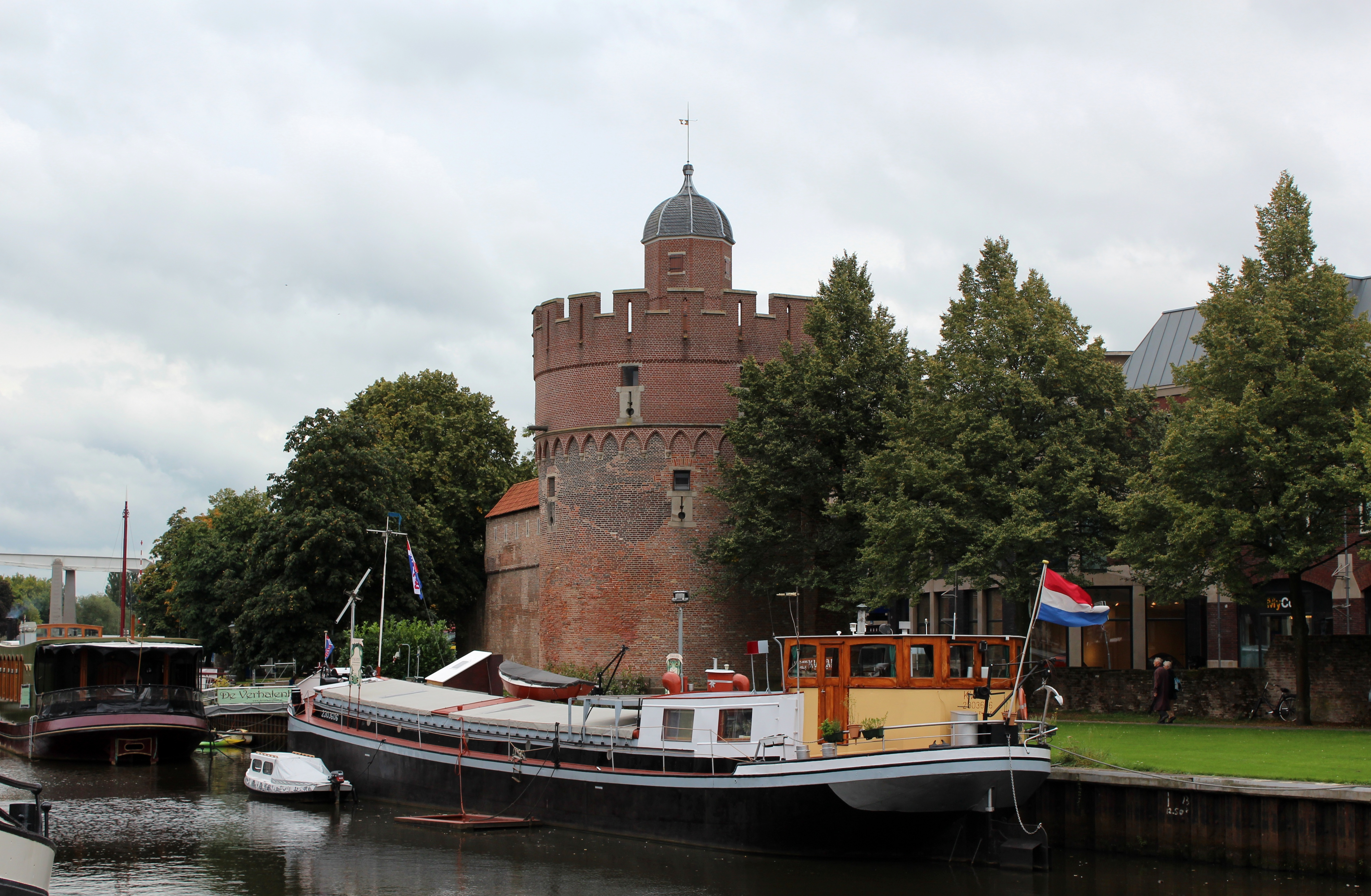
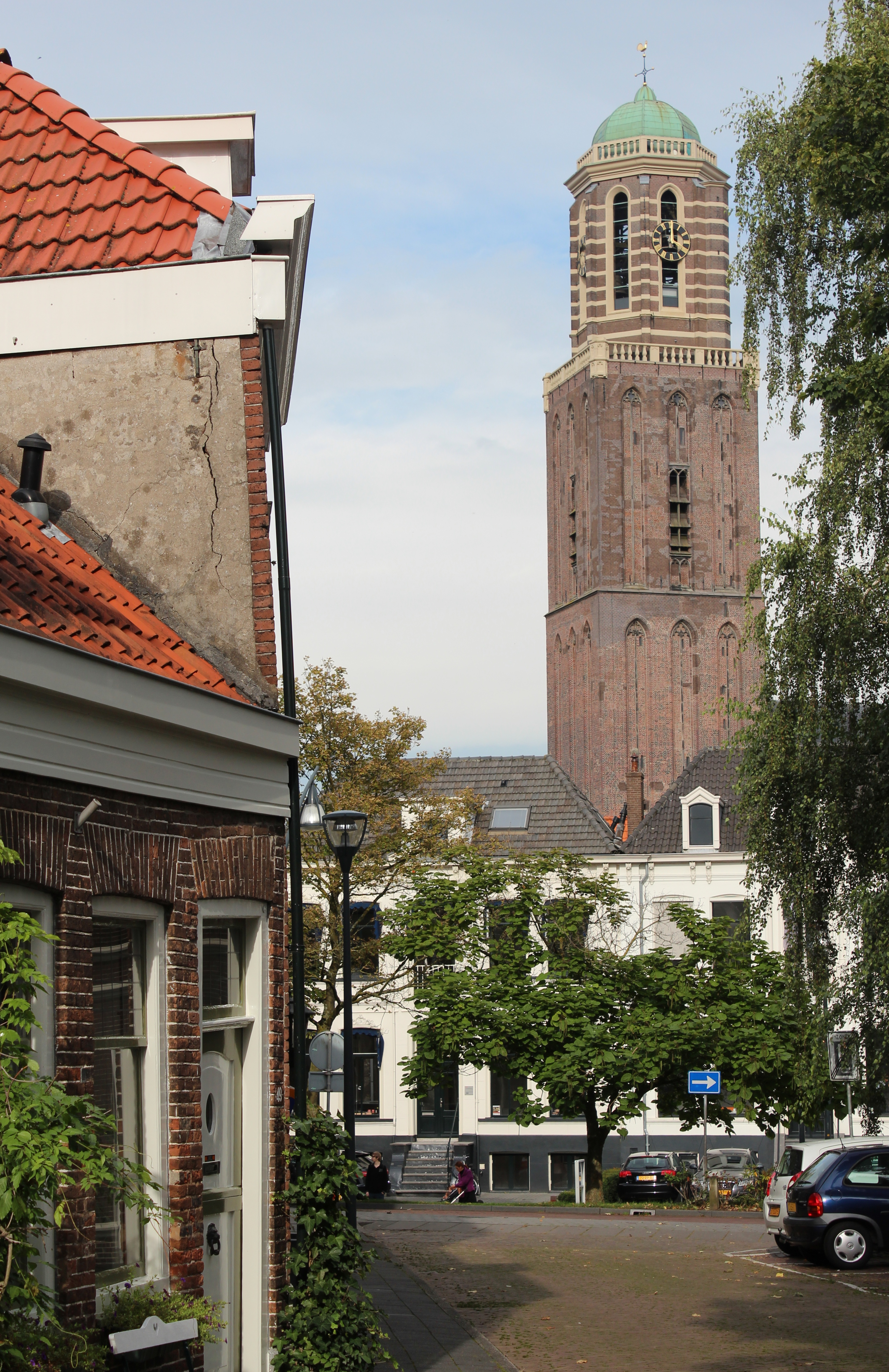
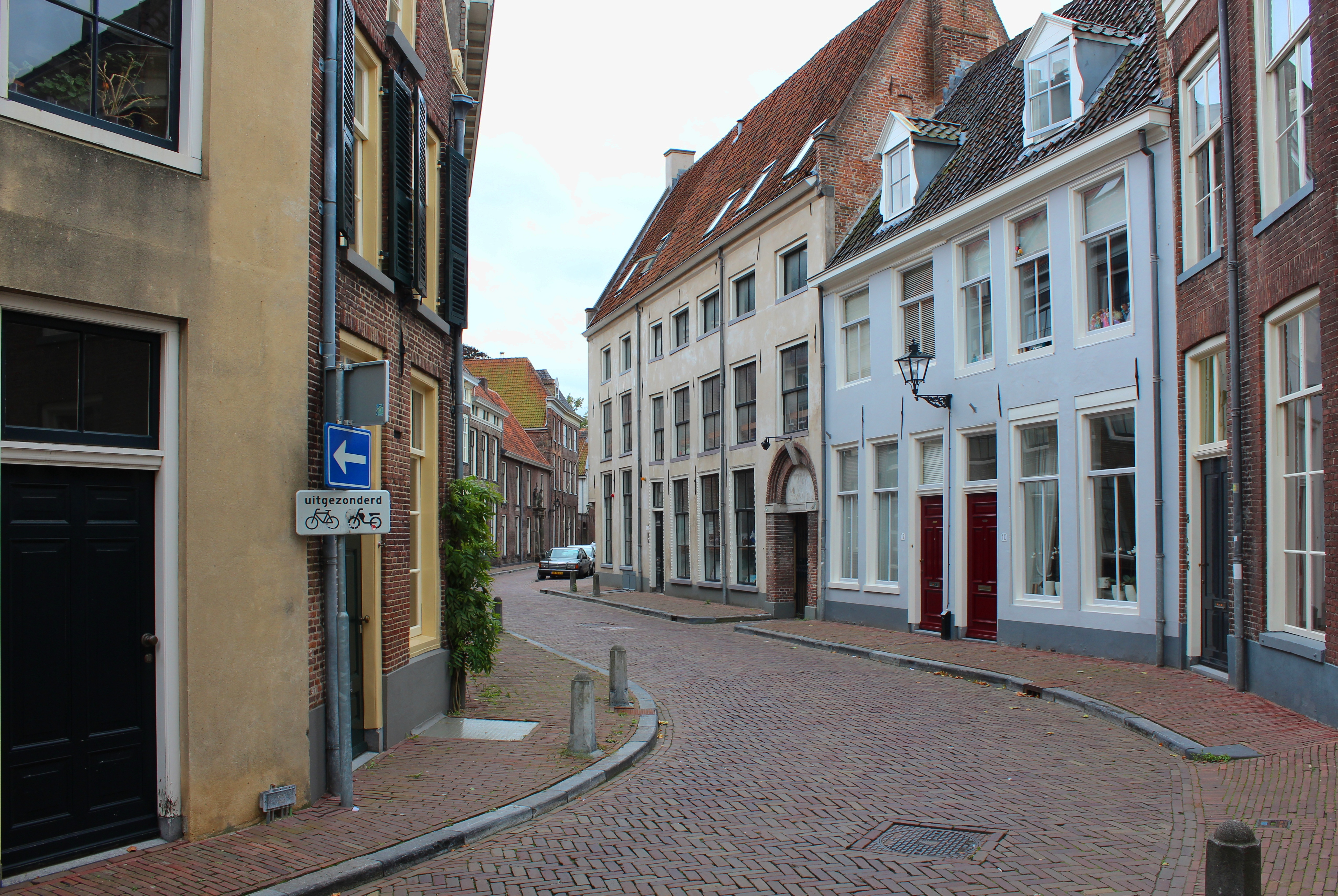
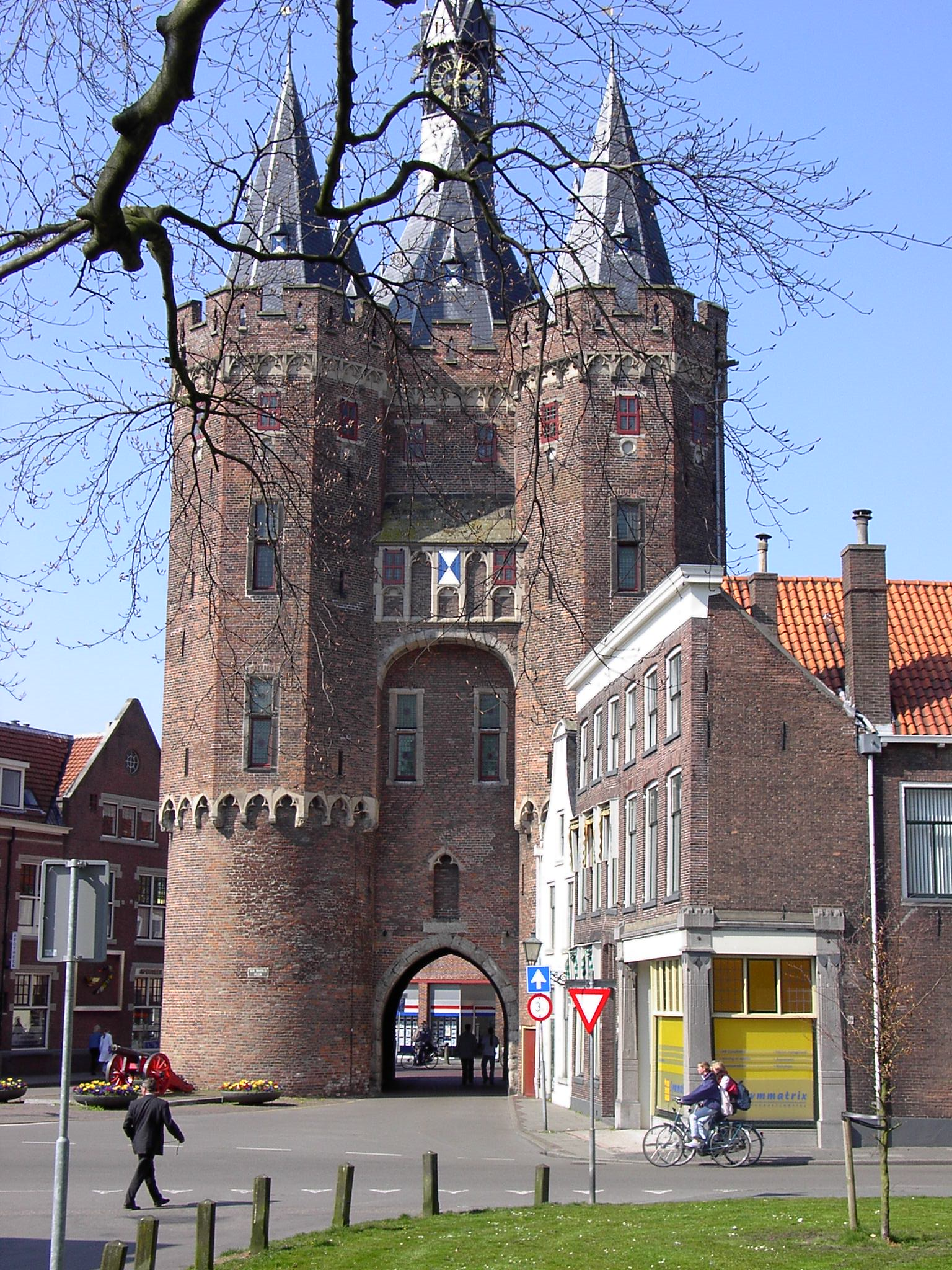
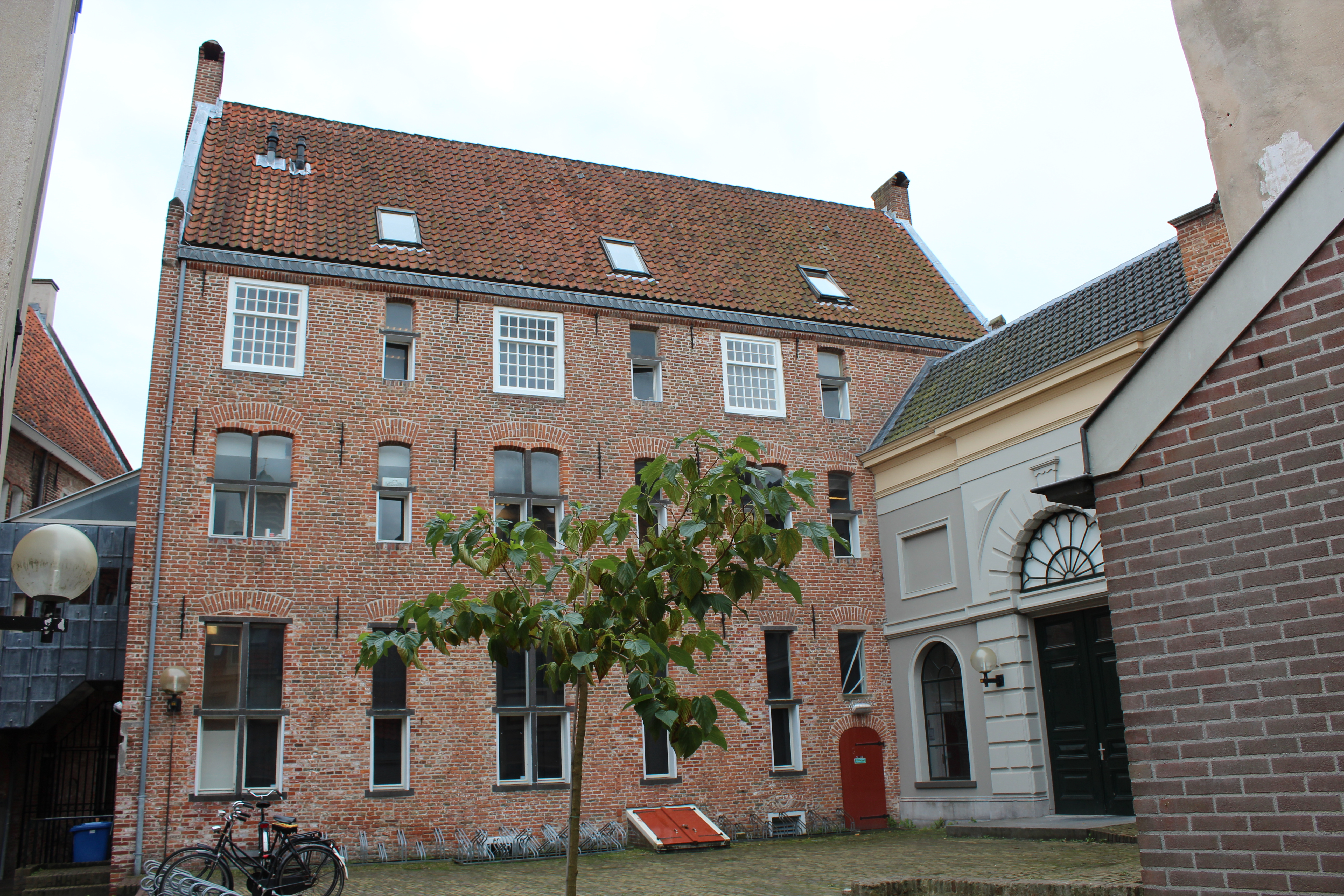
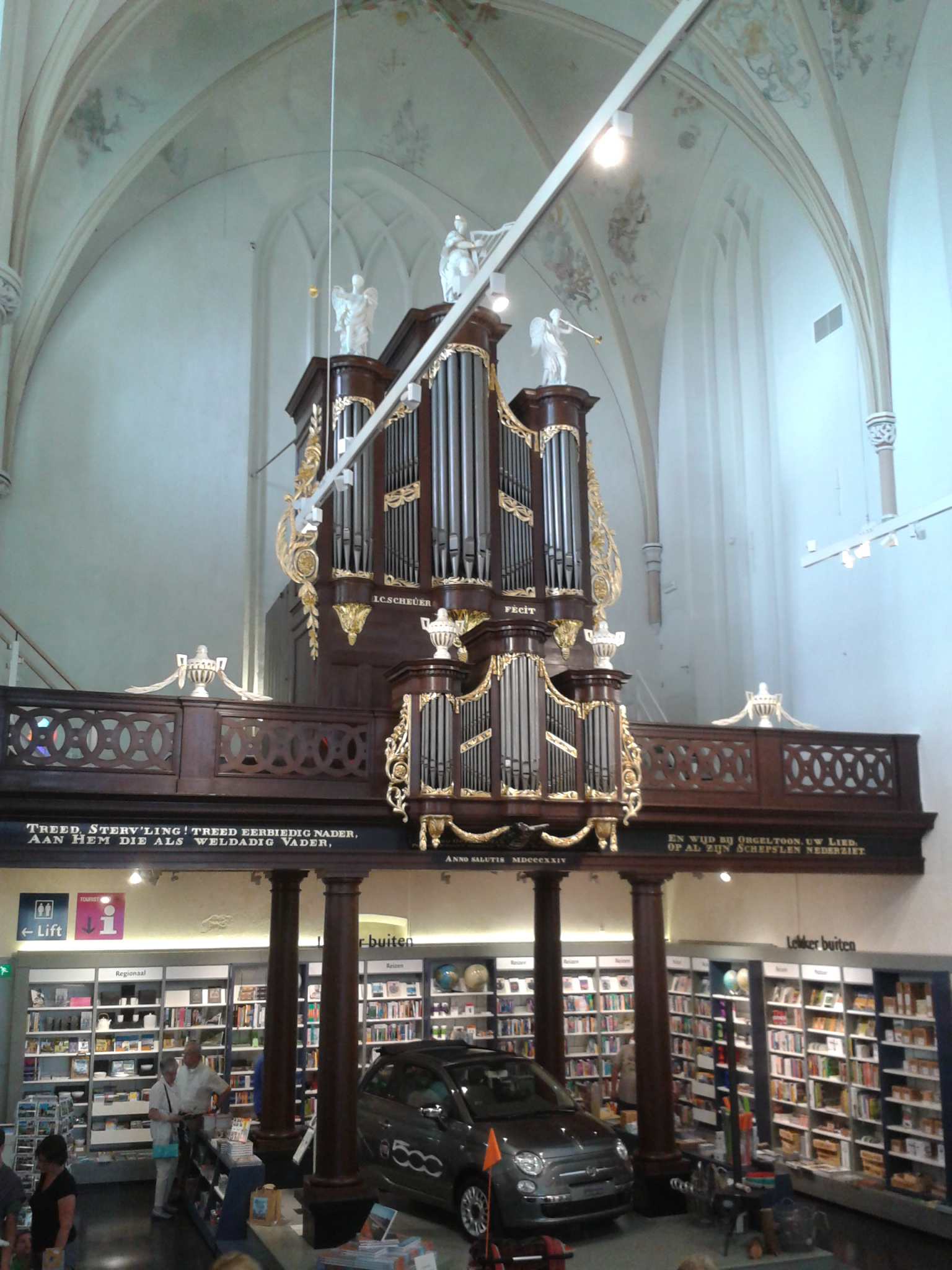
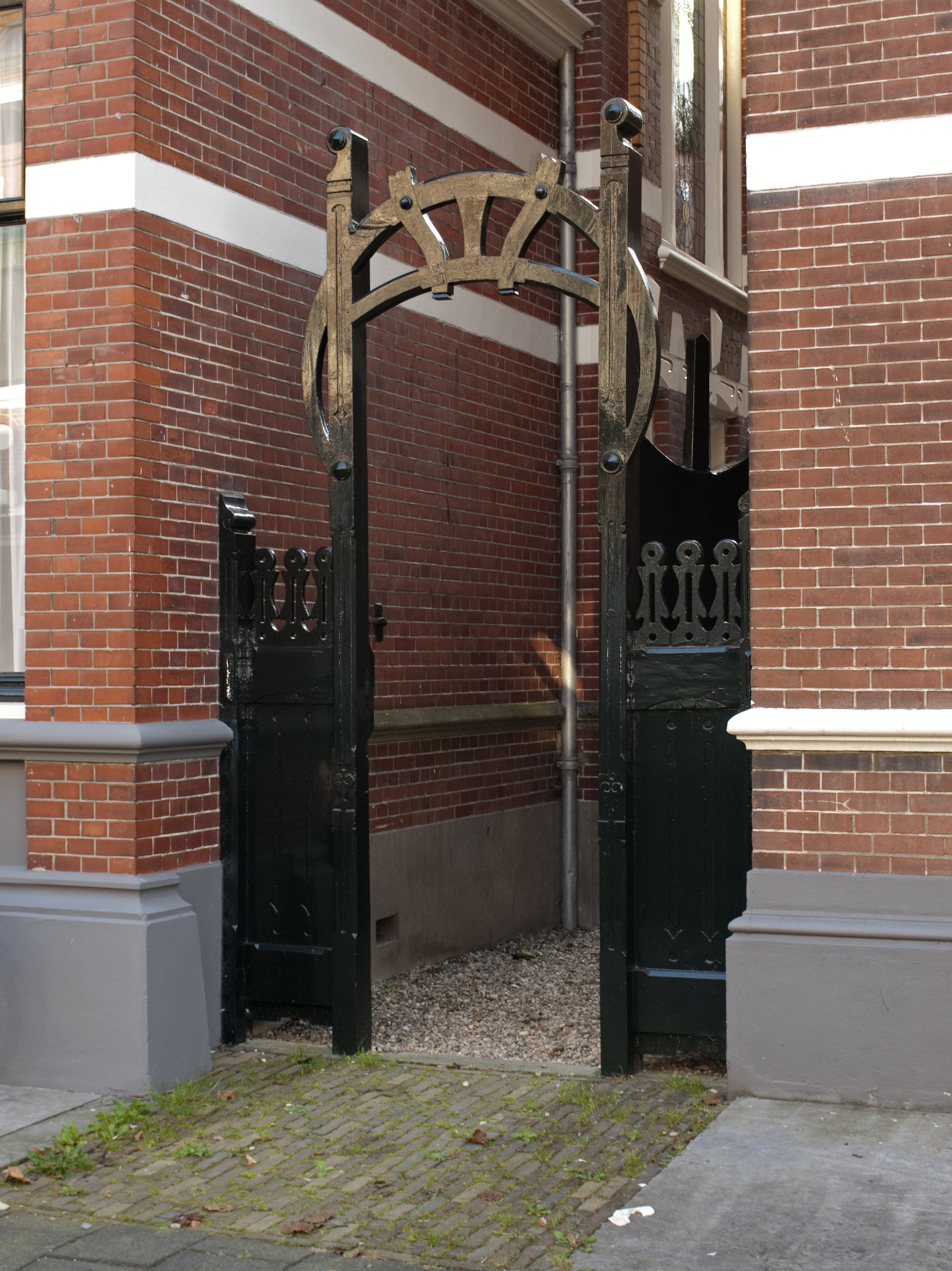